# Alila-Ḫadum
Alila-Ḫadum war ein König von Uruk in altbabylonischer Zeit, der in einem Jahresnamen des Sumu-il von Larsa erwähnt wird. Davon abgesehen ist er der modernen Forschung bislang völlig unbekannt.